# Steve Rodby
Steve Rodby, född 9 december 1954 i Joliet, Illinois, är en amerikansk jazzbasist. Rodby gick med i Pat Metheny Group år 1981.
Innan han gick med i gruppen var en medlem i Simon-Bard Group och Fred Simons ensemble. Rodby fortsätter numera att samarbeta med Simon.
Rodby studerade bas vid Northwestern University och var elev för Warren Benfield av Chicago Symphony Orchestra. Under tiden vid Northwestern blev Rodby väldigt av påverkad jazzmusikern Rufus Reid som både lärde ut vid NU och också studerade med Benfield. Rodby blev snabbt en populär basist och på klubben Jazz Showcase i Chicago, där han spelade med alla dåvarande stora jazzartister. Han samarbetade mycket med Pat Metheny och Lyle Mays.[källa behövs]
Rodby har även producerat musik åt andra artister. Han har totalt vunnit 15 grammys.